# Adelidea nigrifemoris
Adelidea nigrifemoris är en tvåvingeart som beskrevs av Hesse 1938. Adelidea nigrifemoris ingår i släktet Adelidea och familjen svävflugor. Inga underarter finns listade i Catalogue of Life.